# Sozialgericht Neuruppin

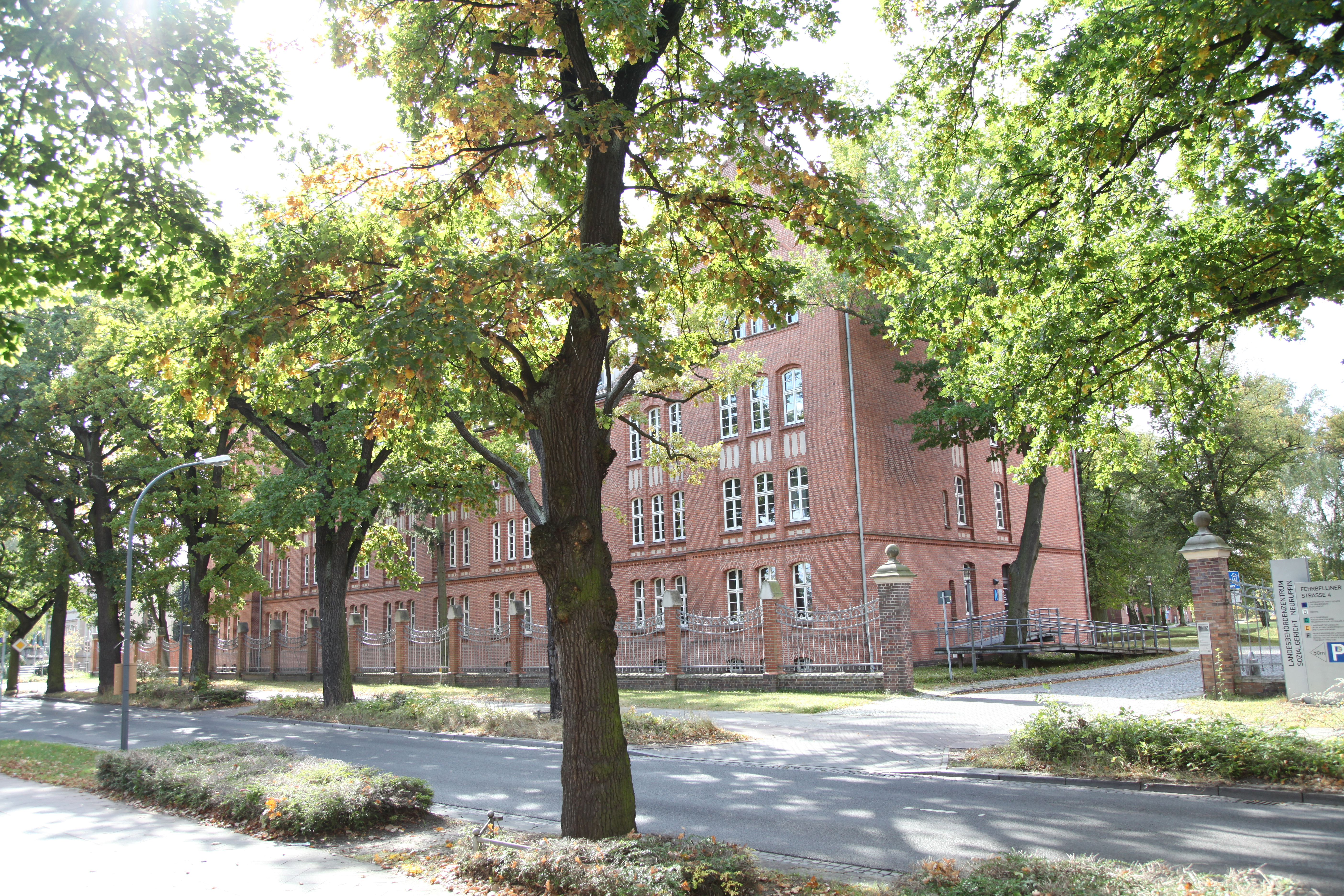
Gebäude des Sozialgerichts Neuruppin

Das Sozialgericht Neuruppin ist ein Gericht der Sozialgerichtsbarkeit. Das Gericht ist eines von vier Sozialgerichten in Brandenburg.

## Gerichtsgebäude
In der Fehrbelliner Straße 4a befindet sich das Gerichtsgebäude des Sozialgerichts Neuruppin. Der Gebäudekomplex Fehrbelliner Straße 4a–f, die ehemalige Friedrich-Franz-Kaserne, ist denkmalgeschützt.

## Gerichtssitz und -bezirk
Das Gericht hat seinen Sitz in Neuruppin.
Der Gerichtsbezirk umfasst den Landkreis Prignitz, den Landkreis Ostprignitz-Ruppin, den Landkreis Oberhavel und den Landkreis Uckermark.

## Übergeordnete Gerichte
Auf Landesebene ist das Landessozialgericht Berlin-Brandenburg in Potsdam das übergeordnete Gericht. Diesem ist wiederum das in Kassel angesiedelte Bundessozialgericht übergeordnet. Bis zum 30. Juni 2005 war das Landessozialgericht Brandenburg das zuständige Landessozialgericht.